# De Hoek (Pays-Bas)
Pour les articles homonymes, voir De Hoek.
De Hoek (littéralement Le Coin) est un hameau d'environ 20 habitants situé dans la commune néerlandaise de Haarlemmermeer dans la province de la Hollande-Septentrionale. De Hoek englobe également une grande zone industrielle, dont l'activité est essentiellement liée à l'aéronautique et à l'aéroport de Schiphol.